# Sistema unipartidista

Els estats unipartidistes es mostren en marró

Un estat unipartidista, sistema unipartidista o unipartidisme és una forma de govern en què només un partit polític té el dret de conformar el govern, generalment basat en una constitució existent. No es permet l'existència de cap altre partit polític de l'oposició. Com que el sistema de partit únic sorgeix d'eliminar qualsevol oposició als punts de vista oficials de qui ostenta el poder, en cas de permetre’s altres partits, aquests se subordinen al partit dominant.
El sistema unipartidista només es pot donar en règims dictatorials o totalitaris. L'única excepció és la del PRI (Partit Revolucionari Institucional) a Mèxic durant el segle xx. Durant la segona meitat del segle XX i principis del XXI les autocràcies unipartidistes han gaudit d’una expansió sense precedents. Els sistemes de partit únic s’han convertit en el govern autoritari més habitual. Alhora, són més estables i creixen més ràpidament que altres tipus d’autoritarisme.
Un sistema unipartidista no ha de confondre's amb els sistemes amb un partit dominant, que no prohibeixen l'existència d'altres partits polítics d'oposició malgrat no tenir probabilitats reals de governar. Tampoc cal confondre'l amb les democràcies apartidistes, les quals prohibeixen l'existència de qualsevol partit polític.
En determinats casos, el partit únic pot ser conduït a constituir una autoritat dins de l'Estat superposada a la del govern o, fins i tot a fusionar-se amb el govern o a substituir-lo. El sistema de partit únic es pot considerar llavors com un partit-estat.
Tot i que és anterior a l'"edat de l'oligarquia del Partit Whig anglès", que va durar del 1714 al 1783 a Gran Bretanya, el paper del Comitè d'Unió i Progrés sobre l'Imperi Otomà després del col d'estat otomà del 1913 sovint és considerat el primer sistema unipartidista.

## Concepte
Els estats de partit únic s'expliquen mitjançant diversos mètodes. Molt sovint, els defensors d'un estat de partit únic argumenten que l'existència de partits separats és contrària a la unitat nacional. Altres argumenten que un partit és l'avantguarda del poble i, per tant, el seu dret a governar no es pot qüestionar legítimament. El govern soviètic va argumentar que diversos partits representaven la lluita de classes i per això la Unió Soviètica va autoritzar i reconèixer legalment un únic partit al capdavant del proletariat, és a dir, el Partit Comunista de la Unió Soviètica.
Alguns estats de partit únic només prohibeixen els partits d'oposició, alhora que permeten que els partits aliats existeixin com a part d'una coalició permanent com ara un front popular. Tanmateix, aquests partits estan en gran part o completament subordinats al partit governant i han d'acceptar el monopoli del poder del partit governant com a condició de la seva existència. Exemples d'això són la República Popular de la Xina sota el Front Unit, el Front Nacional a l'antiga Alemanya Oriental i el Front Democràtic per a la Reunificació de Corea a Corea del Nord. Altres poden il·legalitzar tots els altres partits, però permeten que els membres no partits es presentin a escons legislatius com a independents, com va ser el cas del moviment Tangwai de Taiwan a les dècades del 1970 i 1980, així com les eleccions a l'antiga Unió Soviètica. Altres encara ara poden prohibir tots els altres partits i incloure la pertinença al partit com a requisit previ per ocupar càrrecs públics, com ara a Turkmenistan sota el govern de Saparmurat Niyazov o al Zaire sota Mobutu Sese Seko.
Dins dels seus propis països, els partits dominants que governen els estats unipartidistes sovint es coneixen simplement com el Partit. Per exemple, en referència a la Unió Soviètica, el Partit significava el Partit Comunista de la Unió Soviètica; en referència a la República de Zàmbia anterior a 1991, es referia al Partit de la Independència Nacional Unida.
La majoria dels estats de partit únic es poden incloure en una d'aquestes tipologies:
1. Un partit que dona suport a la ideologia del marxisme-leninisme (de vegades descrit com "estats comunistes", com la Unió Soviètica)
2. Partit que dona suport a una ideologia nacionalista excloent o feixista (com ara el Regne d'Itàlia sota el Partit Nacional Feixista o Alemanya sota el Partit Nazi)
3. Un partit que va arribar al poder arran de la independència del domini colonial. Els sistemes de partit únic sorgeixen sovint de la descolonització perquè un únic partit aclapara el poder durant l'alliberament o en les lluites per la independència.

Els estats unipartidistas solen considerar-se autoritaris, en la mesura que ocasionalment són totalitaris. D'altra banda, no tots els estats autoritaris o totalitaris operen sota el govern d'un partit. Alguns, especialment entre les monarquies absolutes i les dictadures militars, no necessiten un partit al govern i, per tant, fan que tots els partits polítics siguin il·legals.

## Tipus

### Unipartidisme marxista-leninista
En un Estat nominalment socialista, d'acord amb l'experiència històrica del socialisme en un sol país, propi de les doctrines polítiques de l'estalinisme, així com d'altres models o moviments polítics afins, l'únic partit que en la pràctica pot ostentar el poder de facto és el Partit Comunista del país, tractant-se, per tant, de sistemes unipartidistes. Actualment, cinc són els estats que es regeixen per aquest model: la Xina, Corea del Nord, Cuba, Laos i Vietnam. Quant a estats socialistes històrics, segons aquest model, destaca per sobre de tots la URSS. El Partit Comunista pot ser l'únic legal o no. Així, a la Xina, existeixen altres vuit partits polítics permesos, encara que han d'acceptar l'autoritat del Partit Comunista de la Xina.
En aquests països, existeixen assemblees triades mitjançant sufragi universal i per regla general els seus membres no tenen per què ser del partit governant. En cada país varien les competències que té l'assemblea. Com a exemples, cal assenyalar l'Assemblea Popular Nacional de la República Popular de la Xina, l'Assemblea Nacional del Poder Popular cubana o el Soviet Suprem de l'extinta Unió Soviètica. Aquestes assemblees trien, en la majoria dels casos, al president i altres òrgans executius. A més, en alguns d'aquests països els ciutadans poden triar directament als líders locals o participar lliurement en assemblees populars locals.
Finalment, cal assenyalar que a vegades el partit únic en un sistema socialista pot ser una unió de diversos partits. Així ocorre, per exemple, a Corea del Nord on fins a 2024 va existir el Front Democràtic per a la Reunificació de la Pàtria o en l'extinta República Democràtica Alemanya amb el Front Nacional d'Alemanya Democràtica.
La teoria marxista justifica l'unipartidisme de la manera següent: els partits polítics són representants dels interessos, la majoria dels quals, en un sistema liberal, responen al poder econòmic i formen part del sistema (la superestructura) on guanyi qui guanyi no existiran modificacions substancials. Abolides les diferències de classes no hi ha lloc per a la pugna d'interessos econòmics pròpia del pluripartidisme. No obstant això, es fa necessària una organització que sigui capaç de formular polítiques d'Estat i manejar les seves regnes per a assegurar el desenvolupament del socialisme. Aquesta organització és el Partit únic per ser única la classe social existent i únic l'interès comú de progrés.

### Unipartidisme per predomini
Com s'assenyala al principi de l'article, un sistema unipartidista és en el qual existeix un únic partit legal, però també aquell en què malgrat existir més partits, un exerceix un predomini gairebé absolut sobre la vida del país, marginant a la resta. Exemples d'això pot veure's en casos com ho va ser el Partit Revolucionari Institucional a Mèxic, durant la major part del segle xx i actualment el Partit Colorado al Paraguai, el Partit Socialista Unit de la República Bolivariana de Veneçuela, el Partit Liberal Democràtic al Japó i Rússia Unida a la Federació de Rússia.
No obstant això, com ha advertit Giovanni Sartori, cal no confondre els conceptes de partit hegemònic i de partit dominant:
- Unipartidisme hegemònic: Només un partit s'imposa llargament sobre la resta deguda en l'àmbit organitzatiu, capacitat econòmica, inserció social, utilització de l'aparell estatal, o altres motius.
- Unipartidisme predominant: Es tracta d'un sistema de partits en el qual un partit té una influència superior a la d'altres partits, però a diferència de l'unipartidisme hegemònic, en l'unipartidisme predominant els partits dominants comparteixen el poder, poden perdre eleccions o necessiten d'altres forces per a aconseguir coalicions de govern en els Parlaments.

### Unipartidisme feixista
En la dècada dels anys 30 va sorgir a l'Alemanya un nou tipus d'unipartidisme, dominat pel partit Nazi.
Després d'arribar al poder, Hitler va aconseguir que els centristes catòlics i els nacionalistes el secundessin en l'aprovació de la llei habilitant de 1933. Els nazis mai van aconseguir la majoria absoluta en el Reichstag, per la qual cosa aquest suport era necessari. Una vegada aprovada la llei, els nazis la van utilitzar per a assetjar als altres partits polítics, incloent-hi els centristes i nacionalistes. El Partit Comunista ja havia estat neutralitzat mitjançant el Decret de l'Incendi del Reichstag i el Partit Socialdemòcrata d'Alemanya va ser dissolt el 22 de juny de 1933, després d'haver denunciat a companys seus, crítics de Hitler, en un intent infructuós d'apaivagar als nazis.
A inicis de juliol de 1933, el Partit Popular Bavarès, el Partit Democràtic Alemany, el Partit de Centre, el Partit Popular Alemany i el DNVP ja s'havien dissolt voluntàriament, cedint davant les pressions nazis. El 14 de juliol tots els partits, excepte el Nazi, van ser proscrits. Per a aquesta data, tots els partits importants ja havien estat dissolts.
Des de llavors no es van tornar a celebrar eleccions, excepte algun referèndum, i a poc a poc es van anar eliminant les garanties democràtiques. L'unipartidisme nazi pretenia la integració absoluta dels ciutadans amb el règim, de manera que no tindrien sentit grups opositors.

### Altres tipus d'unipartidisme
En l'actualitat, només existeix un país que té un sistema de partit únic pur sense ser un estat socialista: Eritrea amb el Front Popular per la Democràcia i la Justícia. Aquest és un exemple d'unipartidisme nacionalista. Eritrea, es va independitzar d'Etiòpia en 1993 i encara que es va anunciar que el país es convertiria en multipartidista, no s'han vist encara canvis significatius. En el passat, sobretot després de la independència de les antigues colònies, es van crear molts sistemes unipartidistes, que a partir de la dècada de 1990, es van convertir en multipartidistes.
Cap a mitjan segle xx es van crear diversos sistemes unipartidistes de caràcter obertament feixista. El primer cas es va donar a Itàlia amb el Partit Nacional Feixista. Generalment, el feixisme es va valer de sistemes multipartidistes per a arribar al poder. Igual que amb el nazisme, els règims feixistes no solien respectar les garanties democràtiques, degenerant ràpidament en dictadures. A Espanya, després de la Guerra Civil, es va crear un sistema de partit únic no democràtic amb la Falange espanyola tradicionalista i de les JONS, que estava totalment supeditada a Franco.
Un altre tipus d'unipartidisme és aquell on es barregen el nacionalisme i el socialisme. El més representatiu va ser el socialisme àrab el màxim exponent del qual és el Partit Baaz Àrab Socialista. Fins a l'any 2003 a l'Iraq existia només podia operar aquest partit. L'any 2012, després d'adoptar una nova constitució aprovada per referèndum amb el 89% dels vots, Síria es va convertir al multipartidisme; anteriorment el partit Baaz formant part d'un front únic, denominat Front Nacional Progressista, era l'únic partit legal al país. L'oposició s'ha organitzat principalment en el Front Popular per al Canvi i l'Alliberament.
Un altre tipus d'unipartidisme nacionalista va ser el del Partit Democràtic del Turkmenistan. Fins a la creació del Partit d'Industrials i Empresaris l'any 2013, el PDT era l'únic partit que es podia presentar a les eleccions, però en teoria la Constitució estableix que el president de Turkmenistan ha de ser triat democràticament.

## Estats actuals d'un únic partit
El 2025, els països següents estan legalment constituïts com a estats unipartidistes:
| Estat                              | Cap del partit      | Títol del líder   | Partit                                        | Ideologia                                                            | Data d'establiment | Notes                                                     |
| ---------------------------------- | ------------------- | ----------------- | --------------------------------------------- | -------------------------------------------------------------------- | ------------------ | --------------------------------------------------------- |
| Corea del Nord                     | Kim Jong-un         | Secretari general | Partit del Treball de Corea                   | Juche, Songun                                                        | 10 octubre 1945    | Lidera el Front Democràtic per a la Reunificació de Corea |
| Cuba                               | Miguel Díaz-Canel   | Primer Secretari  | Partit Comunista de Cuba                      | Socialisme, Castrisme, Nacionalisme d'esquerres                      | 16 abril 1961      |                                                           |
| Eritrea                            | Isaias Afewerki     | President         | Front Popular per la Democràcia i la Justícia | Nacionalisme, Estatisme                                              | 24 maig 1993       |                                                           |
| Laos                               | Thongloun Sisoulith | Secretari general | Partit Popular Revolucionari de Laos          | Filosofia de Kaysone Phomvihane                                      | 2 desembre 1975    |                                                           |
| República Àrab Sahrauí Democràtica | Brahim Gali         | Secretari general | Front Polisario                               | Nacionalisme, Socialdemocràcia                                       | 27 febrer 1976     |                                                           |
| Vietnam                            | Nguyễn Phú Trọng    | Secretari general | Partit Comunista del Vietnam                  | Filosofia de Ho Chi Minh, economia de mercat orientada al socialisme | 2 setembre 1945    |                                                           |
| Xina                               | Xi Jinping          | Secretari general | Partit Comunista Xinès                        | Socialisme amb característiques xineses                              | 1 octubre 1949     | Lidera el Front Unit                                      |

## Origen de l'unipartidisme
Trobem l'origen de l'unipartidisme en les dictadures comunistes i feixistes de principis del segle xx, per a les quals va ser un pilar fonamental. De fet, la majoria dels teòrics del totalitarisme considera el sistema de partit únic com la variable principal de qualsevol dispositiu totalitari.
Tant comunistes com feixistes tenien la seva pròpia teoria del partit únic. Segons els comunistes, un partit era l’expressió política d’una classe social; com que la Unió Soviètica no tenia classes socials, només podia haver-hi un partit. Per la seva banda, els feixistes defensaven que el partit servís per difondre les idees oficials i dirigir l’opinió pública. Malgrat això, en ambdós casos els partits únics van funcionar com a instruments d’opressió i van servir per vigilar i delatar.